# Грюндарфьордюр
Грю́ндарфьордюр (исл. Grundarfjörður) — город на западе Исландии.

## География
Грюндарфьордюр находится на западе страны, в регионе Вестюрланд, на берегу Грюндар-фьорда (исл. Grundarfjörður), являющегося частью фьордового комплекса Брейди-фьорда. Численность населения составляет 866 человек (на 1 января 2019 года).
Город находится на полуострове Снайфедльснес. Рядом с ним лежит горная гряда Хельгриндюр и отдельно стоящая гора Киркьюфетль. Основным занятием местных жителей является рыболовство, ловля морских гребешков и креветок, а также обслуживание туристов. В гавань Грюндарфьордюра могут заходить океанские лайнеры.
Окрестности Грюндарфьордюра — излюбленное место для гнездования и выведения птенцов многочисленных морских птиц.

## История
Согласно исландским сагам, первые жители в районе города Грюндарфьордюр появились ещё в VIII—IX веках, во времена первых исландских поселенцев. В период датской торговой монополии (1601—1786 годы) здесь была образована датская торговая фактория, вокруг которой вырос посёлок. После отмены монополии Грюндарфьордюр получил торговое право и быстро вырос. С 1800 года и до конца 60-х годов XIX столетия в городе существовала французская рыболовецкая колония.

## Города-побратимы
- Пемполь